# Henryk-Gletscher
Der Henryk-Gletscher ist ein Gletscher mit einem markanten Bergkessel an seiner Kopfseite an der Danco-Küste des westantarktischen Grahamlands. Auf der Arctowski-Halbinsel fließt er zwischen dem Wild Spur und dem Hübl Peak in südwestlicher Richtung zum Errera-Kanal.
Wissenschaftler einer polnischen Antarktisexpedition benannten ihn 1993 in Anlehnung an die Benennung der Arctowski-Halbinsel. Deren Namensgeber ist der polnische Polarforscher Henryk Arctowski (1871–1958).